# Tahamba
Tahamba är en klan i Liberia.   Den ligger i regionen Lofa County, i den norra delen av landet, 240 km norr om huvudstaden Monrovia.